# Brazília régiói

Brazília régiói:
(1) Közép-Nyugat
(2) Északkelet
(3) Észak
(4) Délkelet
(5) Dél

Brazília 5 makrorégiónak is nevezett régióra van osztva, az Brazil Földrajzi és Statisztikai Hivatal (Instituto Brasileiro de Geografia e Estatística) rendszerezése szerint. A különböző régiókhoz olyan szövetségi államok tartoznak, amelyek hasonló kulturális, gazdasági, történelmi és társadalmi háttérrel rendelkeznek. A felosztás tudományos szempontból nem teljesen pontos, de ez a leginkább használatos, mert az IBGE hivatalos adatai közlésekor ezt a rendszert használja.

## Északi régió
- Terület: 3,869,637.,9 km² (45,27%)
- Lakosság: 12,833,383 (3.31 lakos/km²; 6,2%)
- GDP: ~9.6 milliárd$ (2%)
- HDI: ~0.764
- Éghajlat: Egyenlítői (egész évben magas hőmérséklet és csapadékmennyiség)
- Államok: Acre, Amapá, Amazonas, Pará, Rondônia, Roraima, Tocantins
- Legnépesebb városok: Manaus (1,403,796); Belém (1,279,861); Ananindeua (392,947); Porto Velho (314,525); Macapá (282,745); Santarém (262,721); Rio Branco (252,885); Boa Vista (220,383); Palmas (208,000).
- Gazdaság: Vas, energiatermelés, elektronikus termékek, latex, turizmus.
- Közlekedés: Főként hajóval történik a térségben nagy számban megtalálható folyóvizeken. Kevés út van, inkább keleten. Légúti közlekedés használatos a nehezen megközelíthető településeken, és a nagyvárosokban.
- Növényzet: Az Amazonas esőerdő borítja a teljes területet, Tocantins államot kivéve, ahol egy szavanna típusú növényzet van. A területen történő erdőirtás hatalmas ökológiai kockázatot rejt magában.
- Fontos jellemzők: Az esőerdő jelenléte minden szempontból a legmeghatározóbb. A városok egymástól nagy távolságra vannak és nagyon kevés aszfaltozott út van a térségben. Itt a legkisebb a népsűrűség, és itt vannak a legelszigeteltebb települések. Brazília területének csaknem a fele ehhez a régióhoz tartozik.

## Északkeleti régió
- Terület: 1,561,177 km² (18,3%)
- Lakosság: 47,700,000 (30.55 lakos/km²; 27%)
- GDP: ~48.1 milliárd$ (~12%)
- HDI: ~0.716
- Éghajlat: Egész évben meleg, a partok mentén nedvesebb. A belső területeken a száraz évszak, nyugaton az egyenlítői éghajlat felé hajló klíma a jellemző.
- Államok: Alagoas, Bahia, Ceará, Maranhão, Paraíba, Pernambuco, Piauí, Rio Grande do Norte, Sergipe
- Legnépesebb városok: Salvador (2,892,625); Fortaleza (2,138,234); Recife (1,421,993); São Luís (868,047); Maceió (796,842); Natal (789,836); Teresina (714,583); João Pessoa (595,429); Jaboatão dos Guararapes; (580,795); Feira de Santana (481,137); Aracaju (461,083); Olinda (368,666); Campina Grande (354,546).
- Gazdaság: Turizmus, kakaó, gépgyártás, textilipar.
- Közlekedés: Főleg közutakon, amelyek legnagyobb számban a tengerpart mentén találhatók, a tengeri közlekedés is kiemelt jelentőségű.
- Növényzet: Főleg szárazságtűrő fajok jellemzik, trópusi erdők találhatók a partok mentén és nyugaton, délnyugaton pedig szavannák vannak.
- Fontos jellemzők: Brazíliának ezt a részét fedezték fel elsőként a portugálok, és ebben a régióban volt az ország első fővárosa, Salvador. Sok társadalmi mutató országszerte itt a legrosszabb, ugyanakkor magas a gazdasági növekedés.

## Közép-Nyugati régió
- Terület: 1,612,077.2 km² (18,86%)
- Lakosság: 11,616,750 (7.2 lakos/km²; 6,4%)
- GDP: ~40 milliárd$ (8%)
- HDI: ~0.818
- Éghajlat: Szavanna típusú, forró, relatív kevés csapadékkal, északon egyenlítői, keleten is több eső jellemző.
- Államok: Goiás, Mato Grosso, Mato Grosso do Sul, Distrito Federal (szövetségi kerület).
- Legnépesebb városok: Brasília (főváros) (2,043,169); Goiânia (1,090,737); Campo Grande (662,534); Cuiabá (483,044); Aparecida de Goiânia (335,849); Anápolis (287,666).
- Gazdaság: Állattenyésztés, szójabab termesztés, turizmus.
- Közlekedés: Közutak főleg a régió középső és keleti részein, a vízi közlekedés északon és keleten elterjedt. Gyakran használják a repülőket is.
- Növényzet: Szavanna, északon esőerdő.
- Fontos jellemzők: A népsűrűség alacsonyabb a nemzeti átlagnál, a föld nagy részét állatok legeltetésére használják, kisebb részben mezőgazdasági célokra. Iparilag ez a legfejletlenebb régió Brazíliában, gazdasága a húsiparra épül.

## Délkeleti régió
- Terület: 927,286 km² (10,85%)
- Lakosság: 72,300,000 (77.96 lakos/km², 38%)
- GDP: ~320 milliárd$ (58,5%)
- HDI: ~0.817
- Éghajlat: A régió északnyugati részén a trópusi időjárás jellemző (viszonylag száraz tél, csapadékos nyár). Északon szárazabb, délen pedig mérsékelt klíma az uralkodó.
- Államok: Espírito Santo, Minas Gerais, Rio de Janeiro, São Paulo
- Legnépesebb városok: São Paulo (10,405,867); Rio de Janeiro (5,851,914); Belo Horizonte (2,232,747); Guarulhos (1,071,268); Campinas (968.172); Nova Iguaçu (915,366); São Gonçalo (889,828); Duque de Caxias (770,865); São Bernardo do Campo (701,289); Osasco (650,993); Santo André (648,443); Contagem (600,236); São José dos Campos (610,965); Ribeirão Preto (505,053); Uberlândia (500,488); Sorocaba (494,649); Niterói (458,465); Juiz de Fora (456,432); Santos (412,243), Vila Velha (357,952), Jundiaí (340,907), Bauru (310,000), Vitória (291,941)
- Gazdaság: Gyáripar (gépek, elektronikus cikkek, autógyártás, repülőgyártás), kávé, cukornád, turizmus, kőolaj, textilipar, erőművek. A régió Brazília gazdasági és kereskedelmi központja, és a legtöbb Brazíliában jelen lévő nagyvállalatnak itt van a központja.
- Közlekedés: Nagyon sok közút, a vasút is jelentős. A vasúti és vízi teherszállítás kiemelkedő fontosságú. Sok nemzetközi repülőtér van a régióban.
- Növényzet: Főleg trópusi típusú örökzöld és félörökzöld növények jellemzik, északon nagyon kevés a növény, nyugaton és északnyugaton szavanna. Az őshonos növényzetnek megközelítőleg 2%-a maradt fenn.
- Fontos jellemzők: Ez a régió az ország gazdasági motorja, és a legnépesebb is egyben. Itt található Brazília három legnagyobb metropolisza: São Paulo, Rio de Janeiro és Belo Horizonte

## Déli régió
- Terület: 577,214 km² (6,75%)
- Lakosság: 25,800,000 (43,46 lakos/km², 12,5%)
- GDP: ~$91.5 milliárd$ (16,5%)
- HDI: ~0.831
- Éghajlat: Szubtrópusi, forró nyarakkal, és relatív hűvös telekkel. Télen az időjárás nagyon párás és csapadékos. A havazás nagyon ritka, de a magasabb fekvésű helyeken előfordulhat. A régió északkeleti része melegebb, trópusi klímához tartozik.
- Államok: Paraná, Rio Grande do Sul, Santa Catarina
- Legnépesebb városok: Curitiba (1,828,092); Porto Alegre (1,441,554); Londrina (446,822); Joinville (429,004); Caxias do Sul (360,223); Florianópolis (341,781); Pelotas (323,034); Canoas (305,711); Maringá (288.,465); Ponta Grossa (281,000); Blumenau (277,500); Cascavel (273,000); Foz do Iguaçu (269,585); Santa Maria (243,396), Rio Grande (238,000)
- Gazdaság: Gépgyártás, autógyártás, textilipar, turizmus, energiaipar, informatika, narancs, alma és grapefruit termesztés.
- Közlekedés: Sok jó minőségű út és vasút van a régióban. A vasúti teherszállítás jelentős. A vízi közlekedés is kiemelt.
- Növényzet: Szubtrópusi és mérsékelt övi esőerdők a partok mentén, északon és nyugaton féllombhullató fajok, délen préri típusú növényzet jellemző. Az erdők nagy részét kiirtották.
- Fontos jellemzők: Ebben a régióban a legmagasabb az életszínvonal.

## Fordítás
- Ez a szócikk részben vagy egészben  a   Regions of Brazil című angol Wikipédia-szócikk fordításán alapul.  Az eredeti cikk szerkesztőit annak laptörténete sorolja fel. Ez a jelzés csupán a megfogalmazás eredetét és a szerzői jogokat jelzi, nem szolgál a cikkben szereplő információk forrásmegjelöléseként.